# 岳亭春信
岳亭 春信（がくてい はるのぶ、生没年不詳）とは、江戸時代の浮世絵師、戯作者。

## 来歴
魚屋北渓と葛飾北斎の門人。姓は八島、本姓は菅原。俗称は丸屋斧吉。画号は初め春信、岳亭、岳鼎と称し、後に定岡、鳳卿など。狂歌や戯作では五岳、岳山、一老、岳亭山人、丘山、南山、陽亭、陽斎、黄園（おうえん）、神歌堂、神哥堂、堀川多楼、八しま翁、八島五岳、堀川多楼春信、陽斎南山、八島定岡、八島春信、岳亭岳山、岳亭丘山、岳亭春信、東武岳亭、岳亭五岳、八島岳亭、黄園八島翁五岳、黄園五岳、堀川春信、八島老人、梁左などと号した。
江戸の人で幕臣平田氏の妾腹として生まれたが、生母は本妻の嫉妬を避けるため幼い春信を連れて八島氏に嫁ぎ、八島氏の養子となったと伝わる。青山緑ヶ丘、南伝馬町、人形町、日本橋坂本町などに住んでいたという。幼少時から絵を好み、初めは堤秋栄に学んだが後に魚屋北渓の門人となり、さらに葛飾北斎に直接学んだといわれる。また狂歌を窓村竹、石川雅望に学んでいる。
早くから丹青の技に優れていたが、養父母ともに久しく病気だったので家は貧しく志をなし得ず、両親の没後にいたって初めて絵をもって業とすることが出来たとされる。作画期は文化から明治年間とされ、豪華な摺りの狂歌摺物、狂歌絵本を手がけ合巻や読本を多く執筆した。文政から天保にかけて数回にわたり京や大坂に滞在している。没年は明治2年（1869年）以降といわれている。

## 作品
| |  |  |
| 「仏御前」（左）・「妓王」（中）・「妓女」（右） 摺物、岳亭春信画。『平家物語』に登場する白拍子の妓王と妓女、仏御前を描く。 |  |  |

- 『四季のあそひ』　※通用亭ほか撰
- 『狂歌歳時記』四冊　狂歌絵本　※文政13年（1830年）刊行
- 『半月夜話』　読本　※文政14年刊行
- 『絵本西遊記』四編40冊　読本　※天保6年（1835年）完結。『西遊記』を邦訳したもので、春信は三編と四編の訳を「岳亭丘山」の名で担当している。
- 『俊傑神稲水滸伝』　読本　※春信の自画作
- 「浪華名所天保山勝景一覧」　錦絵　※天保5年刊行
- 「女三の宮図」　絹本着色　熊本県立美術館所蔵
- 「花魁立姿図」　絹本着色　大英博物館所蔵